# Automatische Lautstärkeregelung
Die Automatische Lautstärkeregelung (engl.: Automatic Volume Control) ist eine spezielle Form der automatic gain control (AGC), bei welcher der Pegel (Lautstärke) der Wiedergabe von Radios, CD-Spielern usw. automatisch dem Pegel der Umgebungsgeräusche angepasst und damit subjektiv für den Hörer gleich gehalten wird. Dafür wird bei lauter werdender Umgebung der Pegel der wiedergegebenen Tonaufnahme erhöht, damit die Lautstärke über dem Störpegel liegt.
Die Methode wird teilweise bei Autoradios (siehe GALA) und auch bei Telefonen angewendet.